# Nina Berberova
Nina Nikolàievna Berberova (en rus Нина Николаевна Берберова) (Sant Petersburg, 8 d'agost (26 de juliol segons el calendari julià) de 1901 - Filadèlfia, 26 de setembre de 1993), fou una escriptora russa que, entre altres coses, és famosa per narrar la vida dels exiliats russos a París.
Filla del funcionari Nikolai Ivànovitx Berberov i de la Natàlia Ivànovna Karaulova, la seva història com a escriptora comença a Berlín, més tard a París i després als Estats Units, com descriu en la seva autobiografia Kursiv moi, (Курсив мой, La cursiva és meva) publicada el 1957. Va viure a París des del 1925 al 1950, any en què es va establir als Estats Units, on va treballar per a les universitats de Princeton i Yale.

## Biografia
Nascuda l'any 1901 de pare armeni i mare russa, Nina Berberova va ser criada a Sant Petersburg. Va abandonar Rússia l'any 1922 amb el poeta Vladislav Khodassévitx (qui va morir l'any 1939). La parella va viure a Berlín des de 1924, abans d'establir-se a París. A aquesta ciutat Berberova es va convertir en una col·laboradora permanent de la publicació d'emigrants russos Poslednie Novosti (Últimes notícies), en què publicava relats breus, poemes, crítiques cinematogràfiques i cròniques de la literatura soviètica. També va participar en altres publicacions d'emigrants russos a París, Berlín, i Praga. Les històries compilades a Oblegchenie Uchasti (La relaxació del destí) i a Biiankurskie Prazdniki (Festes de Billancourt) van ser escrites durant aquest període. També va escriure la primera biografia llarga del compositor Piotr Ilitx Txaikovski l'any 1936, que va ser controvertida en tractar obertament l'homosexualitat del compositor. A París, va formar part d'un cercle de pobres però distingits exiliats russos que incloïa Anna Akhmàtova, Vladímir Nabókov, Borís Pasternak, Marina Tsvetàieva i Vladímir Maiakovski. Des de la seva creació l'any 1940, va participar permanentment al setmanari Russkaia Mysl’ (Pensament Rus).
Després de viure a París durant 25 anys, Berberova va emigrar als Estats Units l'any 1950 i es va convertir en ciutadana americana l'any 1959. Des de 1954 va estar casada amb George Kotxevitski, un pianista i professor rus. Va començar la seva carrera acadèmica l'any 1958 quan va ser contractada com a professora de rus a la Universitat Yale. Va seguir escrivint mentre era professora, publicant diversos povesti (relats breus llargs), crítiques i alguns poemes. Va deixar Yale l'any 1963 per anar a Princeton, on va ser professora fins que es va retirar l'any 1971. Berberova es va mudar de Princeton, New Jersey, a Filadèlfia l'any 1991.
L'autobiografia de Berberova, que detalla la seva joventut i els seus anys a França, va ser escrita en rus però es va publicar primer en anglès com The Italics are Mine (Harcourt, Brace & World, 1969). L'edició russa, Kursiv Moi, no es va publicar fins al 1983.
Va morir el 27 de setembre de 1993 per complicacions després d'una caiguda.

## Arxiu literari
Gran part de l'arxiu literari de Berberova (1922–1950) es troba en la Boris I. Nicolaevsky Collection a la Universitat Stanford. El seu arxiu literari més tardà (de després de 1950) es troba en els Nina Berberova Papers i en la Nina Berberova Collection en la Biblioteca Beinecke Rare Book and Manuscript, de la Universitat Yale.